# Moldavien i olympiska vinterspelen 1994
Moldavien deltog med två deltagare vid de olympiska vinterspelen 1994 i Lillehammer. Ingen av landets deltagare erövrade någon medalj.

## Skidskytte
- Vasily Gherghy
- Elena Gorohova